# Moutiers, Eure-et-Loir

Moutiers este o comună în departamentul Eure-et-Loir, Franța. În 1 ianuarie 2022 avea o populație de 243 de locuitori.